# Bec Teclu
Becul Teclu este un bec de gaz folosit în laboratoare pentru a încălzi și este denumit după chimistul Nicolae Teclu (născut la Brașov). Arzătorul este capabil să producă o flacără mai fierbinte decât cea a arzătorului Bunsen.